# Ken Whitmore
Ken Whitmore, né à Hanley dans le Staffordshire le 22 décembre 1937, est un prolifique auteur britannique de pièces radiophoniques, de pièces pour la scène, de nouvelles et de poésie. Son écriture est caractérisée par la comédie noire et des idées fantastiques comme la disparition complète de la maison, de la famille et du chien d'un homme (One of Our Commuters is Missing) et la nécessité pour toute l'humanité de sauter en l'air en même temps (Jump! - texte produit à la radio, sur scène, à la télévision et en livre).
Haywire at Humbleford Flag, sa première pièce pour la radio est diffusée en 1974. S'ensuivent rapidement de nombreuses pièces radiophoniques de haute qualité, se terminant par The Final Twist (à partir d'une pièce pour la scène écrite en collaboration avec Alfred Bradley.)
Les adaptations de Whitmore pour la radio sont Going Under à partir d'un roman de l'écrivaine russe Lydia Tchoukovskaïa, une adaptation en cinq parties du Rocher de Brighton de Graham Greene et une adaptation en huit parties de Fame is the Spur de Howard Spring (en).
Ses textes pour la scène publiés sont Jump for Your Life, Pen Friends, La Bolshie Vita, The Final Twist et The Turn of the Screw, adapté de Le Tour d'écrou de Henry James.
Ken Whitmore died in May 2022 of cancer of the pancreas. He lived in the south west of France and leaves a widow and three children. He was supported for the latter part of his career by the ~Royal Literary Society.

## Textes pour la radio
- One of our Commuters is Missing
- Jump!
- The Story of a Penny Suit
- Colder Than of Late
- Out for the Count
- The Caucasian in the Woodpile
- Pen Friends
- Watch the Forest Grow
- The Lackey's Daughter
- Always in Love with Amy
- A Decent British Murder
- The Sport of Angels
- The Great Times Crossword Conspiracy
- Travelling Hopefully
- La Bolshie Vita
- Dithering Heights
- The Red Telephone Box
- The Town that Helped Itself
- The Gingerbread House (primé par les Giles Cooper Awards pour les meilleures pièces de radio de l'année)
- The Cold Embrace
- Winter Music
- A Room in Budapest
- The Final Twist